# 克洛德·贝托莱
克洛德·路易·贝托莱（法語：Claude Louis Berthollet，法語發音：[klod lwi bɛʁtɔlɛ]；1748年12月9日—1822年11月6日），法国化学家。贝托莱生于萨伏依公国的塔卢瓦尔（现属法国上萨瓦省，在省会阿讷西附近）。1768年在都灵大学获得医学博士学位。1776年发表论酒石酸的文章。1778年确定了氨气的化学组成。1780年进入法兰西科学院。1784年担任Gobelin地区政府染料厂的主管，次年发现氯气的漂白作用。这一发现使得染料厂摆脱了传统的通过暴晒进行漂白的办法，大大提高的生产效率。他也对含氯化合物进行了研究，氯酸钾就被称为贝托莱盐。
贝托莱是安托万-洛朗·德·拉瓦锡的研究伙伴和支持者之一。他率先支持拉瓦锡的化学理论，于1787年和拉瓦锡一起共同制定了沿用至今的化学命名法。但他对盐酸的研究说明拉瓦锡关于所有的酸都含有氧的看法是错误的。1789年面对法国大革命的形势变幻，贝托莱离开了法国，但不久又被政府请回讲授火药制造等课程。贝托莱曾跟随拿破仑远征埃及，注意到了在盐湖中的石灰石会析出碱的反应，最早提出了可逆反应的概念。
贝托莱和约瑟夫·普鲁斯特曾为化合物的组成是否可变发生过持续八年的论战，普鲁斯特认为对于一种化合物而言，其元素的比例是一定的；而贝托莱认为对于一种化合物而言，其元素的比例可在一個較小範圍內變動。普鲁斯特通过大量的精密测量证实了自己的想法，并最终由约恩斯·雅各布·贝尔塞柳斯确定为定比定律。但后来逐渐发现有些化合物的组成的确是在一定范围内变动的，这些化合物就被称为非整比化合物（也稱「非化學計量化合物」或「貝托萊體（berthollides）」）。
1789年，贝托莱被选为英国皇家学会会员。1801年成为瑞典皇家科学院外籍院士，1822年成为美国艺术和科学科学院的外籍荣誉院士。
巴西堅果的屬名 Bertholletia 是紀念貝托萊。